# 本西縣 (密西根州)
本西县（英語：Benzie County）是美国密西根下半島西北部的一個縣，西臨密歇根湖，面積2,226平方公里（其中832平方公里為陸地面積，是全州最小的）。根據2020年美國人口普查，共有人口17,970人。縣治比尤拉（Beulah）。該縣成立於1863年2月27日，縣政府成立於1869年3月30日；縣名可能來自貝齊河（Betsie River），一座名為班佐尼亞（Benzonia）的村落和“Betsie”詞彙的組合。。